# Metompkin
Metompkin – jednostka osadnicza w Stanach Zjednoczonych, w stanie Wirginia, w hrabstwie Accomack.